# Laura Dogu
Laura Farnsworth Dogu (nacida en 1964) es una administradora de empresas, autora, diplomática y embajadora de los Estados Unidos en Honduras. Anteriormente se desempeñó como Embajadora de los Estados Unidos en Nicaragua en la administración de Obama y Donald Trump.

## Vida y educación
Dogu es residente de Texas. Su padre era un guardiamarina. Obtuvo el título B.A., B.B.A. en 1985 y una Maestría en Administración de Empresas en 1989 de la Universidad Metodista del Sur en Dallas. Más tarde obtuvo un M.S. de la Escuela Dwight D. Eisenhower de Seguridad Nacional y Estrategia de Recursos en el 2007.[cita requerida]

## Carrera
Comenzó su carrera como representante de marketing de IBM, donde trabajó durante cinco años. Después de unirse al Servicio Exterior, se convirtió en funcionaria consular en la embajada en San Salvador en 1991. Luego se desempeñó como funcionaria consular y política en la Embajada de los Estados Unidos en Turquía. Volviendo a Washington D. C. en 1996, fue asignada al centro de operaciones del Departamento de Estado. Un año más tarde se convirtió en asistente de personal en la Oficina de Asuntos Consulares. Siguieron asignaciones internacionales en Egipto, Turquía y México. Cuando fue nominada por el presidente Obama para convertirse en la próxima Embajadora en Nicaragua, se desempeñaba como Jefa Adjunta de Misión en la Embajada de los Estados Unidos en la Ciudad de México.
Dogu también es autor. Junto con Taylor Larimore, Mel Lindauer y Richard Ferri, es coautora de The Bogleheads Guide to Retirement Planning. Es una de las líderes de Bogleheads en línea.

### Como Embajadora en Nicaragua
El 13 de mayo del 2015, el presidente Barack Obama nominó a Dogu para ser la próxima embajadora en Nicaragua. Se llevaron a cabo audiencias ante el Comité de Relaciones Exteriores del Senado sobre su nominación el 15 de julio de ese año. El 29 de julio, el comité informó favorablemente la nominación. Fue confirmado por el Senado mediante voto de voz el 5 de agosto.

### Como Embajadora en Honduras
El 5 de noviembre del 2021, el presidente Joe Biden nominó a Dogu para ser la próximo embajador en Honduras. Las audiencias se llevaron a cabo ante el Comité de Relaciones Exteriores el 8 de febrero del 2022. El comité informó favorablemente su nominación al pleno del Senado el 8 de marzo de ese año. El Senado confirmó mediante voto de voz el 10 de marzo. Llegó a Honduras el 6 de abril y presentó sus cartas credenciales a la Presidenta de Honduras Xiomara Castro el 12 de abril de 2022.